# تيري ديفيس (كرة سلة)
تيري ديفيس (بالإنجليزية: Terry Davis)‏ مواليد 17 يونيو 1967 في دانفيل، هو لاعب كرة سلة أمريكي سابق. بدأ مسيرته الاحترافية في سنة 1989. يبلغ طوله 6 قدم 9 بوصة (2.1 م). اعتزل اللعب في 2001.

## المسيرة الاحترافية
لعب مع ميامي هيت من سنة 1989 إلى 1991، ثم لعب مع دالاس مافيريكس من سنة 1991 إلى 1996، ثم لعب مع واشنطن ويزاردز من سنة 1997 إلى 1999، ثم لعب مع دنفر ناغتس في موسم 2000–2001.

## روابط خارجية
- تيري ديفيس على موقع إن بي أي (الإنجليزية)
- تيري ديفيس على موقع سبورتس رفرنس (الإنجليزية)
- تيري ديفيس على موقع كرة السلة الأوروبية.كوم (الإنجليزية)
- تيري ديفيس على موقع ريلجم (الإنجليزية)
- تيري ديفيس على موقع بروبوليرز (الإنجليزية)